# Alcibiade Didascaux
Pour les articles homonymes, voir Alcibiade (homonymie).
 (juin 2021).
Alcibiade Didascaux est une série de bandes dessinées pédagogiques et historiques dont le but est de retracer l'histoire des civilisations via un personnage fictif, Alcibiade Didascaux.
Ses différents scénaristes sont André Clanet, Scardanelli, P. Haggerstein, Cornélius Crane et Clapat,,. Ce dernier réalise également les dessins.
Alcibiade Didascaux entre dans le Musée de La Poste, en France, en novembre 2002.

## Le projet et les ouvrages initiaux: années 1980
Les bandes dessinées de la série Alcibiade Didascaux sont des bandes dessinées pédagogiques et historiques.
En 1986, paraît L'Extraordinaire aventure d'Alcibiade Didascaux, la Grèce, langue et civilisation d'alpha à oméga, bande dessinée pédagogique, avec au scénario André Clanet et au dessin Clapat ; l'éditeur est l'Association pour la défense de l'étude des civilisations et langues anciennes (ADECLA), de Saint-Girons, et le livre compte 56 pages. La même année, paraît l'ouvrage d'André Clanet : L'Extraordinaire aventure d'Alcibiade Didascaux, complément pédagogique de la bande dessinée, la Grèce, langue et civilisation. D'autres tomes suivront dès 1988 et 1989, avec l'ADECLA en tant qu'éditeur.

## Listes des albums chez Athena éditions: à partir des années 1990
Depuis les années 1990, la série paraît chez Athéna Éditions, créées dans ce seul but,,. Certains des premiers tomes seront réédités dans celle-ci.
Le titre de la série est L'extraordinaire aventure Alcibiade Didascaux. Elle compte quatorze volumes en 2011 et 17 volumes en 2015. Les différents tomes de la série font traverser différentes périodes historiques, telles que l'Antiquité (égyptienne, grecque, romaine, gauloise) ou le Moyen Âge (avec Scardanelli au scénario et Clapat au dessin).
Le premier album de cette série est Alcibiade Didascaux en Égypte, I - Les Dieux, le Nil, le Pharaon, les Pyramides ; avec pour auteurs Scardanelli et Clapat, il paraît en décembre 1993 chez Athena éditions,. Il connaît une réédition en octobre 2010.

## Personnages
- Alcibiade Didascaux[3],[8] est un professeur de lettres classiques (latin et grec ancien[3]) qui rêve de communiquer à ses élèves sa passion pour l'Histoire. Il voyage à travers le temps[3],[4], permettant aux lecteurs de découvrir les univers des époques qu'il traverse.
- Musculus est la souris qui accompagnera Alcibiade dans ses voyages à travers le temps.
- Agénor est un professeur de physique qui n'a qu'un rêve : faire voyager tout le monde dans le temps grâce à sa mystérieuse machine.
- Caturix est un Gaulois, surnommé « le roi du combat », parti à la capture d'Alcibiade à travers le temps pour empaler sa tête sur une pique.

## Résumés

### L'Extraordinaire aventure d'Alcibiade Didascaux(avec Clanet): la Grèce
L'histoire d'un professeur de grec ancien qui, grâce à la complicité de son collègue de physique et chimie, va retrouver l'âge de ses élèves et s'asseoir sur les mêmes bancs qu'eux. Pour revenir à l'âge adulte, il devra subir une autre expérience et servir de cobaye à une nouvelle invention de son collègue : une machine lui fera remonter les siècles jusqu'aux origines de l'humanité et ce n'est que par étapes et fort de son savoir qu'il regagnera son époque. Nouvel Ulysse, il traversera toute l'histoire du monde grec en une odyssée dans l'espace et dans le temps. Sous le regard d'Einstein, le professeur Didascaux retrouvera dans un musée les traces de son passage au siècle de Périclès.

### Alcibiade Didascaux chez les Romains(avec Clanet)
Premier volumeLégende, royauté, République
Alcibiade Didascaux, professeur de latin, n'est pas prêt à renouveler l'expérience d'un retour dans le temps comme l'y invite son collègue le professeur de Physique Agénor. Un énorme volume de l'Énéide juché sur une armoire de classe échoit sur son crâne et l'assomme. Le voilà parti en rêve dans la Rome primitive dont il revit l'époque légendaire. Il aura la désagréable surprise de s'éveiller dans la machine du professeur Agénor dans laquelle l'ont amené ses élèves pendant son sommeil et il ne peut échapper cette fois à une nouvelle expérience. Il est téléporté en 509 av. J.-C. dans une tombe étrusque, contraint de revivre l'histoire de Rome après en avoir rêvé la légende. Par bonds successifs dans le temps, il parcourt cette histoire jusqu'à ce qu'il se retrouve enrôlé comme légionnaire dans les armées du consul Marius. C'est le début de nouvelles aventures qui seront racontées dans le deuxième tome, consacré à l'époque impériale.
Second volumeL'Empire
Alcibiade Didascaux continue son voyage dans l'Empire romain, passant par César, Néron, ou encore les derniers jours de Pompéi et finissant par la dislocation de l'empire.

### Alcibiade Didascaux en Égypte(avec Scardanelli)
Premier volumeLes Dieux, le Nil, le Pharaon, les pyramides
Sur les traces de Champollion, Alcibiade Didascaux se rend en Égypte afin de retrouver les traces de sa civilisation. L'hellénisme qui nous a tant apporté doit en fait beaucoup à l'Égypte. Alcibiade en est convaincu et il souhaite communiquer son savoir à ses élèves. Cette fois-ci, il est parvenu à échapper à la machine à remonter dans le temps de son collègue de physique, Agénor. Mais voilà que dans le désert, Alcibiade rencontre un étrange égyptologue qui lui offre un curieux cigare. Le héros se retrouve alors projeté mystérieusement dans les méandres du temps et découvre le panthéon de la mythologie égyptienne. Parcourant peu après le monde des pharaons, Alcibiade Didascaux découvre les bienfaits du Nil nourricier et explique pourquoi l'Égypte est un don du Nil. Il participe à la construction des pyramides, dévoile le sens de ces tombeaux et fait un voyage au pays des morts. Ce premier tome se termine avec l'étrange histoire du livre magique de Thot, que nul ne doit lire.
Second volumeDe Néfertiti, Toutankhamon, Ramsès... à la reine Cléopâtre
Le périple dans le temps du héros se poursuit. Après avoir éprouvé les affres de la momification, Alcibiade Didascaux découvre la splendeur du monde des pharaons. Revivant l'histoire de l'Égypte, le professeur de grec rencontre bientôt toutes sortes de figures mythiques qu'il présente au lecteur. Il conduira ensuite ce dernier jusqu'au règne de la reine Cléopâtre avec qui s'éteindra le monde des pharaons. Regagnant son époque, Alcibiade assiste à la découverte du tombeau de Toutânkhamon, trésor archéologique, par lequel le monde de l'Égypte ancienne va ressurgir et donner naissance à la légende de la malédiction des pharaons.

### Alcibiade Didascaux chez les Gaulois(avec Crane)
Premier volumeDes Celtes à la prise de Rome par les Gaulois
Tout commence lors d'une visite au Muséum d'Histoire Naturelle et la visite d'une salle qui n'existerait pas. Alcibiade Didascaux et Musculus se retrouvent bientôt à l'époque des Proto-Celtes, avec lesquels ils vont revivre leurs migrations à travers l'Europe. Invités dans un village gaulois, nos deux héros nous présentent les mœurs et traditions des Celtes de Gaule. Alcibiade Didascaux voudra alors rencontrer les druides et se fera inviter au grand rassemblement de la forêt des Carnutes. En possession de mystérieuses potions magiques, il pourra accomplir un voyage au pays des dieux et des morts et en revenir. De retour dans le monde terrestre en Armorique, au pays des menhirs et des dolmens, Alcibiade Didascaux expliquera au lecteur les différents sacrifices humains en vigueur chez les peuples gaulois et il échappera lui-même de peu à l'immolation. Arrivé dans un nouveau village, il se voit expliquer le rite des têtes coupées chez les Celtes, avant d'assister à la fondation de Massalia et de rencontrer Pythéas le Massaliote. Grâce à sa machine, Agénor retrouve les héros et les incite à se joindre à l'expédition des rois bituriges, partis à la conquête du monde, expédition qui verra les Gaulois prendre Rome, après la terrible bataille de l'Allia et la défaite inexplicable des armées romaines.
Deuxième volume« Vae victis », de Brennus aux Aventures du proconsul César en Gaule
Alcibiade Didascaux assiste à la prise de Rome, à l'exception du Capitole qui ne sera pas pris par les Gaulois de Brennos et au paiement de la rançon, avant de raconter l'expédition gauloise contre Delphes, où un autre Brennus veut piller le lieu sacré où sont rassemblées les offrandes de toutes les cités de la Grèce et va défier Apollon Pythien. Les deux héros présenteront ensuite au lecteur le royaume des Galates, ces Celtes d'Asie, l'aventure des Gaulois en Égypte, l'histoire d'amour de Camma, les Gaulois recrutés comme mercenaires dans tout le monde méditerranéenn, la peur gauloise qui s'ensuivra, l'histoire de la Gaule cisalpine et l'expédition militaire contre Rome du carthaginois Hannibal lors de la deuxième guerre punique. Après avoir découvert l'empire des rois Arvernes, le lecteur va assister à la conquête du Sud de la Gaule transalpine par les Romains et à la création de la première province romaine en Gaule : la Narbonnaise. Le lecteur découvrira ensuite les peuples germaniques, avant de se laisser conter l'histoire de l'or maudit de Toulouse et l'étrange destin du consul Caepio. Après avoir revécu les invasions des Cimbres, des Teutons et des Helvètes, Didascaux et Musculus voyageront dans la Gaule à l'époque de Jules César avant d'accompagner l'ambitieux proconsul dans sa guerre des Gaules. Ce deuxième tome se termine lors de la grande révolte gauloise de l'an 52 av. J.-C. avec l'apparition d'un nouveau protagoniste : Vercingétorix.
Troisième volumeDe la révolte de Vercingétorix à la Gaule romaine
Alors que César est en Italie et que ses dix légions sont retranchées dans leur camp d'hiver, où elles sont invincibles, se déclare le soulèvement général des Gaules, placé sous le commandement du chef Arverne Vercingétorix. Une nouvelle fois la révolte a éclaté chez les Carnutes, où on retrouve Alcibiade Didascaux dans une situation périlleuse. Le retour précipité de César, son action dans la province romaine de la Narbonnaise, Vellaunodunum, Cenabum, le fabuleux siège d'Avaricum, Gergovie, l'affrontement de l'armée des Gaules et des légions sont les étapes qui vont conduire jusqu'au blocus d'Alésia : le fait d'armes le plus glorieux de César, où l'on voit à l'œuvre la puissance de son génie militaire allié à l'incomparable valeur des légions. Mais, malgré le désastre d'Alésia, la Celtique et la Belgique sont tour à tour livrées au pillage. Alors que les Gaules semblent être "pacifiées", une petite ville s'oppose encore à l'habile conquérant. Uxellodunum résiste toutjours à l'envahisseur et le lecteur suivra la lutte du véritable village d'irréductibles Gaulois qui osa défier le Proconsul dans un dernier effort de résistance. La Gaule chevelue est maintenant devenue une province romaine et le lecteur assistera à la romanisation des Gaules. Mais l'histoire ne s'arrête pas avec les Gallo-romains et les vaines tentatives romaines de conquête de la Germanie. Les deux héros feront revivre au lecteur les opérations militaires de Caligula, l'insurrection des Celtes de Bretagne, l'Empire gaulois et les guerres civiles dont la Gaule fut le théâtre. Après la période d'anarchie militaire que connut l'Empire romain, Alcibiade Didascaux et Musculus entraînent le lecteur jusqu'aux terribles invasions barbares.

### Alcibiade Didascaux et les invasions barbares(avec P. Haggerstein)
Premier volumeDes invasions des peuples Germains à la mort d'Attila
Musculus mène son enquête afin de retrouver Alcibiade Didascaux égaré dans le temps à l'époque des Invasions Barbares. La célèbre souris philosophe s'est rendue chez le baron de Montesquieu, alors en train d'écrire ses Considérations sur les causes de la grandeur des Romains et de leur décadence. C'est ainsi que le lecteur va faire connaissance avec les peuples germaniques auxquels allaient être confronté l'Empire romain. On apprend comment Rome va résoudre ce problème et comment d'autres barbares vont continuellement affaiblir l'Empire romain. Maintenant ce sont des peuples nouveaux qui déferlent sur l'Empire comme une véritable lame de fond : Alamans, Francs, Saxons, Burgondes, Vandales, Goths - Wisigoths et Ostrogoths.
Leur pression va être si violente qu'elle va presque mettre en pièce l'Empire et avancer de près de deux siècles sa destinée. Alors qu'Agénor et son robot Didacticator cherchent à localiser le professeur Didascaux, celui-ci montre au lecteur comment la Légion, gloire des armées romaines, va se transformer et comment la cavalerie va bientôt devenir la reine des batailles. La terrible défaite de l'Empereur à Andrinople va définitivement changer la face de l'armée romaine et ses rapports avec les peuples barbares de l'Empire, dont certains vont devenir des fédérés. L'incorporation des Goths dans l'armée allait-elle rendre cette dernière invincible ? Désormais, les généraux romains seront des chefs barbares qui s'opposeront à d'autres chefs barbares. Le lecteur suivra ainsi les destins du Franc Arbogast, du Goth Gaïnas, de Stilicon le Vandale, avant de revivre la prise et le pillage de Rome par Alaric, roi des Wisigoths, et verra Toulouse, capitale du royaume des Wisigoths. Pour clore ce premier tome, Didascaux fera la connaissance d'une race inconnue en Europe : les Huns. Le Patrice Aetius, "le dernier des Romains", défendra l'Empire romain d'Occident et le professeur assistera aux brusques changements provoqués par les hordes innombrables de Huns conduites par leur khan, Attila, le Fléau de Dieu.
Second volumeDe la prise de Rome par Genséric, roi des Vandales, à la mort de Clovis, roi des Francs
L'Empire romain a bien changé. La lutte contre les Barbares, défense épuisante et incessante, domine la vie de l'état depuis le IIe siècle de notre ère. Depuis Constantin, les armées dites romaines ne sont formées que de Barbares fédérés, surtout Germains. Déjà Julien a été élevé sur le pavois comme un roi germain et, l'empereur, habillé à la germanique, a fini lui-même par se vêtir de peaux de bêtes. La mort de l'empereur Théodose a vu le partage définitif de l'Empire : Constantinople est devenue la capitale de l'empire d'Orient, Rome a été délaissée au profit de Milan et de Ravenne, devenue la capitale de l'empire d'Occident. Si l'Empire romain d'Orient va devenir très puissant, l'Empire romain d'Occident va se disloquer. Carthage a été prise par les Vandales qui en ont fait leur capitale. On retrouvera Agénor et son robot toujours sur les traces de Didascaux. Accompagné de Caturix, le professeur de Grec, toujours prêt à revivre des aventures, s'est embarqué sur la flotte de Genséric, le puissant roi des Vandales, qui part piller Rome... La chute de l'Empire romain d'Occident se poursuit et les héros revivent les derniers soubresauts d'un empire qui était irrémédiablement voué à la mort. En 476, le Skyre Odoacre dépose l'empereur fictif Romulus Augustule. Les Wisigoths sont alors le royaume "Barbare" le plus puissant de l'Europe occidentale. Leur roi, Euric, qui règne des colonnes d'Hercule à la Loire, est maintenant le prince germanique le plus redouté. C'était sans compter sur Clovis, le roi des Francs saliens, un homme doué de sens politique et dénué de scrupules. On va suivre son irrésistible ascension, sa lutte contre Syagrius, le roi des Romains de Gaule, l'épisode du vase de Soissons, la bataille de Tolbiac, son baptême, ses luttes contre les Burgondes et le lecteur verra comment, après la bataille de Vouillé, les Wisigoths d'Alaric II ont été vaincus, Clovis va aspirer à l'hégémonie sur les Francs et faire assassiner tous les autres rois francs. C'est aux Francs et non aux Wisigoths que sera réservée l'hégémonie sur la Gaule après la décomposition du monde antique. Toulouse a été pillée et le trésor des Wisigoths, disparu, fera bientôt partie des trésors fabuleux à retrouver. Ce deuxième tome se termine en 511 apr. J.-C. avec la mort de Clovis, de la dynastie des Mérovingiens. Perfidie, cruauté, luxure seront les attributs de cette dynastie et leur histoire ne sera qu'une succession de meurtres et de scènes hideuses que racontera avec force détails Grégoire de Tours dans son "Histoire des Francs".

### Les Aventures romaines (avec Scardanelli)
Premier volumeCaius Julius Caesar et Cléopâtre
L'histoire se déroule en 49 avant J.-C. La conquête des Gaules (58-51) a procuré à César le prestige, la richesse, et une armée incomparable. Mais le Sénat refuse les propositions modérées de César et ôte par décret ses pouvoirs à César, qui devra être traité en ennemi public, si, après un délai fixé, il n’a pas déposé les armes. Alors, en janvier 49, César passe le Rubicon, rivière qui sépare la Gaule Cisalpine du reste de l’Italie, et marche sur Rome avec ses légions. Les généraux qui auraient osé passer le Rubicon en armes étaient voués aux dieux infernaux. La consternation se répand dans Rome à l’annonce des villes prises l’une après l’autre par César et ses lieutenants et le Sénat délibère au milieu des alarmes. C’est le début de la guerre civile et de la lutte contre Pompée le Grand, à qui le Sénat confie la défense de la République. Cette guerre sera difficile, car les légionnaires affrontent d’autres légionnaires, et Pompée est un chef prestigieux, que l’on a, par ses immenses et éclatantes victoires, considéré comme un Alexandre Romain. À la tête de l’armée sénatoriale, Pompée se retire d’abord à Capoue, déclarant « ennemis publics tous ceux qui ne le suivraient pas, alors que César fait proclamer qu’il tient pour amis ceux qui ne marcheront point contre lui ! ». César ne réussit pas à rejoindre Pompée, qu’il poursuit en vain jusqu’à Brindes, où il assiège les Républicains, mais Pompée réussit à s’échapper par mer. Ne pouvant, faute de bateaux, le poursuivre en Grèce, César rentre à Rome, où il pénètre sans son armée. L’Italie sera vite conquise, mais les Républicains poursuivent la lutte et le conflit s’étend sur d’autres terrains. La Gaule, l’Italie, la Sardaigne, la Corse et la Sicile tiennent pour César ; l’Espagne, l’Afrique, l’Égypte, la Syrie, l’Asie Mineure, la Grèce tiennent pour Pompée. Nous allons assister à une longue poursuite entre les deux hommes et un affrontement mémorable sur l’ensemble de ce théâtre d’opérations qui englobe tout le pourtour de la Méditerranée. César laisse le commandement de l’Italie à Antoine, son meilleur lieutenant et « Maître de cavalerie », et se dirige tout d’abord vers l’Espagne : « Je vais combattre une armée sans général, dit César en partant pour l’Espagne, pour venir ensuite combattre un général sans armée. ». César défait tour à tour les lieutenants de Pompée, avant de s’emparer par un long et terrible siège de Marseille, la ville grecque, qui s’est déclarée contre lui. Mais, César ne peut être partout à la fois, Curion, qui avait été chargé par César de défendre l’Afrique, échoue devant Utique et meurt les armes à la main peu après. De retour à Rome, César est nommé Dictateur, le temps de se nommer lui-même Consul, et de faire passer quelques mesures efficaces à son action. Les Républicains poursuivent la lutte en Grèce, où Pompée, qui a reçu des renforts de ses alliés d’Orient, est maintenant à la tête d’une immense armée, « qu’il déclare invincible ! ». Les négociations entre Césariens et Pompéiens « pour la paix civile » n’aboutiront jamais. Nous suivons l’épopée de César, à la poursuite de son ennemi, en Épire, où César se trouve un moment en extrême difficulté à Dyrrachium et où l’on voit que César peut connaître la défaite, puis en Thessalie enfin, où Pompée est vaincu lors de la bataille décisive de Pharsale en 48. Pompée a été écrasé et nous assistons à sa fuite en Égypte, où les deux frère-sœur-époux, le jeune Ptolémée XIII et Cléopâtre VII, se font la guerre. Nous découvrons la fin ignominieuse du grand Pompée traîtreusement assassiné, alors qu’il s’était placé sous la protection du Roi Ptolémée. C’est aussi pour nous l’occasion de faire connaissance avec la séductrice et insaisissable Cléopâtre. Peu après, César, toujours à la poursuite de Pompée, arrive à son tour en Égypte, et fait son entrée dans Alexandrie à la tête de deux légions et de quelques escadrons de cavalerie. César va régler le différend concernant le pouvoir entre Ptolémée XIII et Cléopâtre. C’est le début de la guerre d’Alexandrie, où nous voyons César passer tout l’hiver, assiégé dans le Palais royal d’Alexandrie avec Cléopâtre. Dans l’attente de renforts, César a transformé le Palais en une forteresse inexpugnable. Nous suivons les tentatives de l’eunuque Pothinos, d’Achillas, de Théodotos, puis de Ganymède contre les Romains. César va devoir montrer toute son ingéniosité pour se rendre invincible. Cette « guerre d’Alexandrie » va durer plusieurs mois, destruction de la flotte, incendie de la fameuse bibliothèque des Ptolémées... César sera sauvé par les Juifs, envoyés par le grand-prêtre Hyrcam, sous la conduite d’Antipater, et emmenés par Mithridate de Pergame : bataille du Nil, mort de Ptolémée XIII et prise d’Alexandrie. Vainqueur, César couronne la belle Cléopâtre, chasse Arsinoé, sa sœur cadette, puis part en croisière amoureuse sur le Nil à la découverte du pays des Pharaons. Mais soudain, César doit se rendre en Syrie pour rétablir l’autorité romaine en Orient, punir les exactions contre les Romains et y affronter Pharnace. Nous assistons alors à la foudroyante victoire de Zéla. Ce fut après cette journée de Zéla que César s’écria : « Heureux Pompée, voilà donc les ennemis dont la défaite vous a valu le nom de Grand ! » Il écrit à Rome : Veni, vidi, vici... ».
Second volumeAlcibiade Didascaux et Caius Julius Caesar
Cléopâtre à ses côtés, César doit affirmer son autorité face à des mutineries et des légions menaçantes ; nous allons alors voir combien grand était le pouvoir de séduction de César sur ses hommes. Cependant, les Républicains n’ont pas abandonné la lutte ; Scipion a conduit en Afrique les débris de l’armée de Pharsale. Le roi Juba 1er, roi des Numides, s’est joint à lui. Leurs forces réunies sont tellement redoutables que les ennemis de César s’attendent à voir Scipion à Rome. César part le combattre. D’abord battu par les lieutenants de Scipion, César remporte bientôt sur le général en chef une grande victoire sous les murs de la ville de Thapsus. Juba s’empoisonne au milieu d’un festin ; Scipion attaqué sur mer, dans sa fuite, se poignarde et se noie. À la nouvelle de ce revers, Caton, enfermé dans Utique, n’attend pas l’arrivée de César qui s’avance contre lui et le célèbre Caton d’Utique se donne la mort sur ces dernières paroles qui passeront à la postérité : « la cause du vainqueur a plu aux Dieux et celle du vaincu à Caton ! ». Ainsi se termine la « guerre d’Afrique ». De retour à Rome, César reçoit les honneurs de quatre triomphes à la fois : les Gaules, l’Égypte, le Pont et l’Afrique et il fait de cette pompe un spectacle inouï que nul n’avait jamais vu et ne reverra jamais plus à Rome ! Nous voyons que la présence de la reine Cléopâtre à Rome, installée avec le petit Césarion, aux côtés de César, dans sa villa au-delà du Tibre, n’est pas du goût de tout le monde. Certains, comme Cicéron, voient déjà en elle une ennemie de Rome ! Les Républicains ne s’avouent pas vaincus ; Cnéius Pompée et son frère, Sextus Pompée, sont passés en Espagne, où le nom de Pompée reste toujours prestigieux. De grands stratèges comme Varus et Labiénus, l’ancien bras droit de César pendant la guerre des Gaules, devenu désormais son redoutable ennemi, les y ont rejoints. Aussi, les nouvelles qui parviennent à Rome sont bientôt alarmantes. César confie Cléopâtre à Marc Antoine, et, revêtu de son quatrième consulat, il part pour l’Espagne. Nous assistons maintenant à la « guerre d’Espagne », où les deux fils de Pompée sont parvenus à réunir une armée formidable. Jamais César ne se sera trouvé en aussi grand péril qu’au cours de cette campagne d’Espagne, qui se terminera quelques mois après le désastre de Munda, près de Cordoue, pour l’armée des Républicains. Nous aurons vu la bravoure suicidaire dont sait faire preuve César. Comme le dira César, « partout il avait combattu pour la victoire, mais à Munda, il s’était battu pour sauver sa vie ! ». Cependant, le cinquième triomphe que célèbre César à Rome, pour avoir vaincu des Romains, excite des murmures de désapprobation. Triompher de citoyens romains, cela ne s’était jamais vu ! Pourtant après Munda, le Sénat lui accorde des honneurs extraordinaires tels qu’on a reconnu en lui une nature divine. César a désormais une autorité sans bornes. Il est nommé consul pour dix ans et dictateur perpétuel. Il a maintenant le droit de porter en permanence le costume triomphal, la pourpre et le laurier, de joindre à son nom le prénom d’Imperator, d’orner en permanence sa tête chauve d’une couronne de laurier ! Maître d’incalculables richesses, nous voyons les nombreuses réformes qu’il accomplit, sa transformation de Rome et du monde romain, mais aussi les erreurs qui vont faire naître la conjuration contre lui. La fameuse scène des Lupercales, où Antoine tente de couronner César. César a-t-il voulu le titre de Roi ? Nous assistons aux préparatifs de la conjuration. Mais, lorsqu’on informe César d’un complot, il déclare qu’il est déjà instruit du dessein des conjurés : « J’aime mieux mourir que de craindre la mort, a-t-il coutume de répondre. César est tout à la préparation de son expédition chez les Parthes, l’ennemi traditionnel des Romains. Cette expédition fera de lui un nouvel Alexandre le Grand et vengera la mort de Crassus. Le départ de cette immense armée est prévu pour le 18 mars. Nous assistons aux nombreux présages qui auraient dû alerter César, avant la journée fatidique des Ides de Mars, mais César a une entière confiance en sa bonne Fortune. À la veille de son départ pour l’Orient, victime du tabou attaché au mot « Rex » à Rome, le 15 mars de l’an 44 avant J.-C., César tombe sous les coups des derniers Républicains, menés par Cassius et Brutus. « Tu quoque mi fili » ou plus exactement « Kai su, teknon », car c’est en grec qu’il prononça ses derniers mots, César s’écroule aux pieds de la statue de Pompée. Le crime le plus stupide de l’Histoire écrira Goethe. Comme le calculera l’Empereur Napoléon, César sera resté seulement six mois « maître du monde » ! Nous revivons ensuite les événements qui suivent la mort de César : la panique générale qui suit le meurtre, la peur dans Rome devant la colère du peuple, la fuite de Cléopâtre en Égypte, la fuite des conjurés, l’action d’Antoine qui organise les funérailles de César, la lecture du testament de César et l’arrivée d’Octave, le petit-neveu de César, qui vient réclamer l’héritage et le nom qui lui étaient légués ! C’est une longue période de troubles qui commence après la mort de César et c’est aussi le début du conflit entre Octave et Antoine, qui l’empêche de recueillir son héritage. Antoine vaincu peu après devant Modène est déclaré ennemi public, mais Lépide lui offre son armée. Cette opposition provoque la naissance du deuxième triumvirat : Octave, Antoine, Lépide. Faute de pouvoir s’éliminer, les trois hommes s’entendent contre leurs ennemis communs et se partagent le pouvoir absolu. Ils décident d’un commun accord par une liste la mort de leurs ennemis et la confiscation de leurs biens : c’est la terreur de la seconde proscription, où nous revivons la mort tragique de Cicéron. Le parti pompéien reste cependant encore redoutable. Refusant de s’avouer vaincus, Brutus et Cassius marchent contre les deux triumvirs Octave et Antoine. Ce volume se termine avec les deux grandes batailles, où les Pompéiens sont écrasés, près de Philippes. Cette défaite sonne le glas définitif du parti républicain et voit disparaître un grand nombre d’illustres familles romaines.
Troisième volumeAntoine et Cléopâtre
Vainqueur de la bataille de Philippes, où il a définitivement vaincu les Républicains, en 42 av. J.-C., Marc Antoine devient le nouveau maître de l'Orient. La nouvelle mission qu'il reçoit du Sénat consiste à réorganiser cet Orient Romain. Alcibiade Didascaux et Musculus assistent alors à la célèbre rencontre de Tarse entre Cléopâtre, la toute-puissante reine d'Égypte, et Marc Antoine, l'ancien lieutenant et bras droit de César, nouvel homme fort de Rome. C'est peu après cette rencontre qu'Antoine se rend pour des "vacances égyptiennes" à Alexandrie, où le lecteur y découvre ce que l'on appellera désormais la "Vie inimitable". Séductrice, ensorceleuse, insaisissable, Cléopâtre est l'une des femmes les plus célèbres de l'Histoire. Pendant la longue absence amoureuse d'Antoine, la situation à Rome redevient des plus confuses et on voit bientôt s'organiser un nouveau partage du monde avec les "accords de Brindes" entre Octave et Antoine. Les deux "héritiers de César" laissent de côté leur sourde rivalité et deviennent beaux-frères. Antoine, dans son rêve de nouvel Alexandre le Grand, conquérant du monde, s'apprête à soumettre l'Orient et à venger le désastre de Crassus, à la bataille de Carrhes.
Quatrième volumeAuguste et la fondation de l'Empire
Après la rupture totale entre Antoine et Octave, le lecteur découvre comment le "fils adoptif de César" devient "Octave le vengeur de la liberté" et comment se déroule une terrible guerre de propagande entre les deux hommes avec la polémique autour de Césarion, "le soi-disant fils de César" et "l'ensorceleuse Cléopâtre qui menace Rome". On voit ensuite comment Antoine est déclaré par le Sénat ennemi de Rome et "comment une guerre peut être juste", avant d'assister au choc final entre Antoine et Octave : 31 av. J.-C. Actium sera une bataille navale. Le lecteur revivra les tragiques évènements qui suivent la victoire d'Octave et la fuite d'Antoine et Cléopâtre. Puis ce sont les derniers combats à Alexandrie, les dernières tractations avec la séductrice Cléopâtre, avant qu'Antoine et Cléopâtre ne décident de quitter la vie. La République romaine ne sera pas rétablie et Octave va imposer sa "royauté universelle sans le titre". L'Égypte deviendra une province romaine et l'or de l'Égypte va permettre à Octave de laisser Rome de marbre comme il l'avait promis. Celui qui était né Octave, devenu Octavien, fonde l'Empire et devient l'empereur César Auguste. Le premier des empereurs va connaître un très long règne et avec Auguste, la Pax Romana succède aux dix-huit années de guerre civile qui ont ensanglanté Rome après l'assassinat de Jules César. C'est une nouvelle histoire de Rome qui commence. César Auguste sera adulé à Rome et glorifié en Égypte, en pharaon Horus Auguste.

### L'Extraordinaire Aventure d'Alcibiade Didascaux au Moyen-Âge(avec Jorgensen)
Premier volumeDes Mérovingiens à l’avènement de Charles Martel
Nos deux héros se trouvent mystérieusement projetés à l’époque des Mérovingiens, où ils revivent la lutte entre les descendants de Clovis. Notre célèbre professeur de Grec nous présente ensuite les grandes figures du haut Moyen Âge pour nous expliquer les partages successifs du « Rex Francorum » : l’histoire de la reine Frédégonde : l’implacable rivale de la cruelle Brunehaut, Clotaire II ;  Dagobert ; les Rois fainéants… Nous voyons ensuite avec l’apparition des Pippinides comment les Maires du Palais vont devenir de plus en plus importants dans le « Royaume des Francs », jusqu’à l’arrivée au pouvoir de Charles Martel, dont nous allons bientôt revivre la geste. Pour terminer cet album, Alcibiade et Musculus se rendent à Constantinople, la capitale de l’Empire Romain d’Orient, qui va jouer un rôle si important durant toute la période du Moyen Âge. La capitale de l’Empire Byzantin est alors assiégée…
Second volumeDe l’expansion de l'Islam à Pépin le Bref
Nous allons revivre les grands événements de l’Occident et de l’Orient médiéval, ce qui est essentiel pour comprendre le Moyen Âge : la lutte impitoyable pour le pouvoir à Constantinople, la naissance de l’Islam et son expansion fulgurante, la conquête d’Al Andalus en Espagne, l’histoire des Omeyyades et des Abbassides, la fondation du royaume de Cordoue, par Abd al Rahman, le dernier des Omeyyades. Nous verrons comment Charles Martel, va arrêter près de Poitiers l’expansion musulmane ; en Orient, les Abbassides vont eux transférer leur capitale de Damas et fonder Bagdad « la ville de la Paix », qui deviendra le centre de l’empire musulman. Chez les Francs, les Carolingiens vont succéder aux Mérovingiens par une usurpation de la royauté par Pépin le Bref. Suit l’avènement d’un nouveau personnage : Carolus Magnus. Avec Charlemagne, fils de Pépin le Bref, une nouvelle dynastie "les Carolingiens" vient de naître en Occident. Nous assisterons également à l’apparition de nouvelles inventions toutes venues de Chine : l’étrier, le papier, etc. Tout au long de cet album, nous suivrons ainsi simultanément la situation historique chez les Francs, en Orient et chez les Byzantins. Ce qui permet de mieux comprendre l’Histoire du monde !
Troisième volumeLes Carolingiens : De Charlemagne à Louis le Pieux
Comment Charles, fils de Pépin le Bref et petit-fils de Charles Martel, devint-il « Carolus Magnus » et fut-il couronné Empereur ? Quelles furent ses conquêtes militaires et quelles furent les conditions de ce que nous appelons la Renaissance Carolingienne ? Le Palais d’Aix-la-Chapelle et les Francs, les conquêtes sur conquêtes d’un homme, le plus grand souverain de son époque, qui va régner presque un demi-siècle … « Pour être l’ami du Franc, il ne faut pas l’avoir pour voisin ! », dit alors un proverbe. Voilà ce qu’Alcibiade et Musculus nous font revivre dans ce volume d’une façon inédite, car nous suivons toujours en parallèle les évènements qui se produisent à Byzance, à Bagdad, et à Cordoue et leurs échanges interculturels. À cette époque, le Basileus de Constantinople et le Calife de Bagdad constituent les deux piliers du monde ! Nous allons donc découvrir les figures étonnantes du Calife abbasside Haroun Al-Rachid, le Calife des Mille et une nuits, alors au sommet de sa gloire, d’Abd al-Rahman Ier, l’émir Omeyyade de Cordoue, successeur à l’Ouest du califat de Damas, et d’Irène l’Athénienne, la seule femme à avoir été  « Empereur des Romains » ! Il existait alors dans ce que nous pourrions dénommer une partie de l’Orient et de l’Occident quatre centres importants qui aspiraient tous à la domination mondiale, mais ignoraient le reste du Monde.